# Vertrag von Paris (1973)

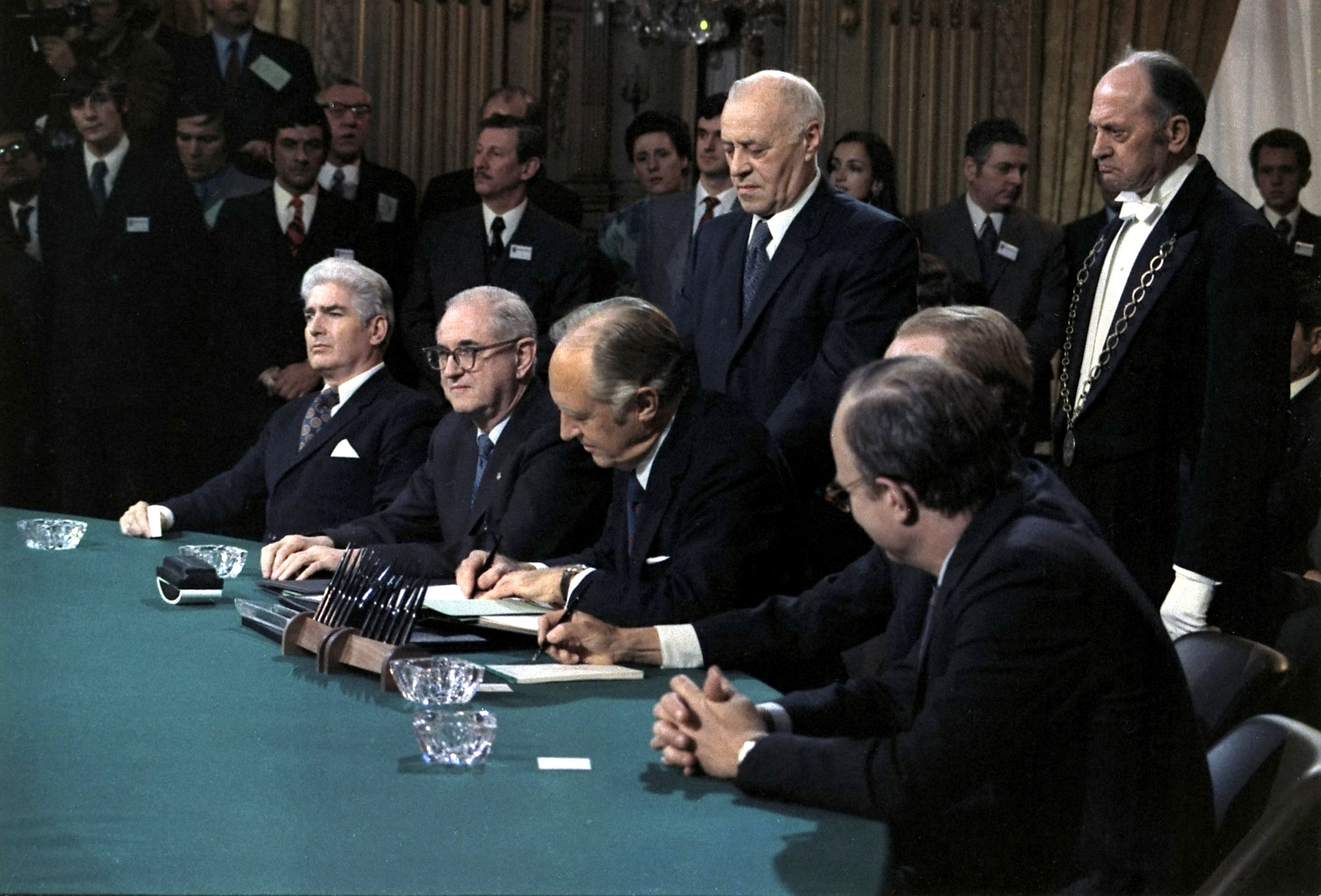
Unterzeichnung des Abkommens am 27. Januar 1973

Der Vertrag von Paris vom 27. Januar 1973, in offizieller Bezeichnung Abkommen über die Beendigung des Krieges und die Wiederherstellung des Friedens in Vietnam, regelte den Ausstieg der USA aus dem Vietnamkrieg. Er wurde von Nordvietnam, den USA und Südvietnam unterzeichnet. Als Unterhändler fungierten Lê Đức Thọ und der US-amerikanische Sonderbotschafter und spätere Außenminister Henry Kissinger, denen dafür der Friedensnobelpreis verliehen wurde.

## Vorgeschichte

### Folgen der Teilung Vietnams
Als Folge der Genfer Indochinakonferenz und des daraus resultierenden Genfer Indochina-Abkommens vom 20./21. Juli 1954 wurde Vietnam durch eine Demarkationslinie in die Demokratische Republik Vietnam im Norden und die Republik Vietnam im Süden geteilt. Dies führte dazu, dass sich die beiden Teile in völlig unterschiedliche Richtungen entwickelten. Im Norden übernahmen die Kommunisten unter der „Partei der Werktätigen Vietnams“ die Herrschaft und führten eine sozialistische Ordnung ein. Im Süden war schon vor Abschluss des Abkommens der Politiker Ngo Dinh Diem an die Macht gekommen und wurde von den Vereinigten Staaten unterstützt. Diems größtes Ziel war die Zerschlagung des kommunistischen Einflusses auf seine geschaffene Diktatur.
Beide Staaten hatten jedoch zunächst mit den Folgen des vorangegangenen achtjährigen Krieges zwischen den Viet Minh und der ehemaligen Kolonialmacht Frankreich zu kämpfen. Im Norden vollzog sich mittels Hilfslieferungen aus dem Ausland und Unterstützung durch die Einwohner ein nur sehr allmählicher Aufwärtstrend, der dennoch die Überlegenheit des kommunistischen Nordens gegenüber dem Süden suggerieren sollte. Im Süden dagegen kam es zu schwerwiegenden Konflikten, weitreichender Armut und Arbeitslosigkeit der ansässigen Bauern.
Die Chancen für eine Wiedervereinigung der beiden Landesteile schwanden bis zum Jahr 1960 beinahe gänzlich. Hatte der Norden noch auf allgemeine, freie Wahlen gedrängt, die bereits während des Genfer Abkommens in Erwägung gezogen wurden, so lehnte der Süden des Landes diesen Plan ab, um einen recht wahrscheinlichen Wahlsieg des Präsidenten der Demokratischen Republik Vietnam, Ho Chi Minh, zu vermeiden.
In der Folge kam es vermehrt zu Konflikten zwischen Norden und Süden. Strategische Ziele des Nordens waren der Ausbau des Kommunismus sowie die Befreiung des Südens und die damit verbundene Wiedervereinigung. Ngo Dinh Diem dagegen plante einen „Zug nach Norden“. Der Präsident wurde am 1. November 1963 ermordet, was zu einer noch prekäreren Situation und damit einhergehenden, weitreichenden Staatsstreichen im Süden führte. Darüber hinaus brachte die Guerillaorganisation „Nationale Front für die Befreiung Südvietnams“ (FNL) immer größere Landesteile unter ihre Kontrolle und führte einen bewaffneten Widerstand gegen die Regierung unter Ngo Dinh Diem und die USA als Unterstützer des Südens. In dieser Situation entschlossen sich die USA zu militärischen Interventionen innerhalb des Landes.

### Interventionen der USA
1964 nahmen amerikanische Kampftruppen erstmals Stellungen im Süden Vietnams ein und begannen mit der Bombardierung nördlicher Landesteile. Faktisch hatte die südvietnamesische Regierung ihre Kriegsführung den USA überlassen.
In den folgenden neun Jahren hatte das Land insgesamt hohe Verluste zu verzeichnen; durch Kampfhandlungen und bis heute nachwirkende chemische Entlaubungsmittel kamen etwa 3,5 Millionen Menschen ums Leben. Auf dem Höhepunkt der Auseinandersetzungen 1968 waren auf der Seite Südvietnams rund eine Million einheimische Soldaten und über 500.000 US-Soldaten im Einsatz.
Dennoch zeichnete sich im Kriegsverlauf zunehmend ab, dass weder der von den sozialistischen Ländern unterstützte Norden noch der Süden unter US-Kriegsführung den jeweiligen Gegner bezwingen konnte.
Mit der Tet-Offensive wurden schließlich erstmals Verhandlungen beider Landesteile eingeleitet. Man war sich über die sinnlose Vernichtung von Leben und Material bewusst geworden, auch wenn sich die Auseinandersetzungen auch in den folgenden fünf Jahren noch deutlich abzeichneten.

## Inhalt des Vertrages
Der am 27. Januar 1973 von beiden Teilen Vietnams und den USA unterzeichnete Pariser Vertrag sah die Beendigung des US-amerikanischen Militäreinsatzes in Vietnam vor. Es handelte sich um das „Abkommen über die Beendigung des Krieges und die Wiederherstellung des Friedens in Vietnam“. Damit wurden jegliche Kriegshandlungen in Vietnam eingestellt, man erhoffte sich ohne weiteres Eingreifen der Vereinigten Staaten und anderer Länder den Weg zum Frieden, den Südvietnam fortan im Sinne der nationalen Eintracht einlenken sollte.
Am 29. März 1973 verließ schließlich der letzte US-Soldat Südvietnam, kurz zuvor waren 591 amerikanische Kriegsgefangene entlassen worden.
Die Bezeichnung Vertrag von Paris verweist auf den Ort der Verhandlungen und hier besonders das Konferenzzentrum des Außenministeriums,  heute Fünfsternehotel The Peninsula Paris.

## Folgezeit
Mit der Unterzeichnung des Abkommens in Paris wurde der Krieg, der international große Beachtung fand und sich vor allem als Konflikt des Kalten Krieges zwischen den USA und den sozialistischen Ländern entwickelte, beigelegt. Die Konflikte innerhalb des Landes konnten mit dem Abkommen jedoch nicht gelöst werden; allein bis Ende 1974 ließen über 76.000 südvietnamesische Soldaten ihr Leben im Krieg.
Dass der Rückzug der USA aus Südvietnam für das Land erhebliche Negativfolgen mit sich brachte, zeigte sich nach kurzer Zeit. Neben der militärischen verschlechterte sich auch die wirtschaftliche Lage des Landes, da es nun auf Zahlungen der USA in Milliardenhöhe verzichten musste. Die Arbeitslosenquote stieg schnell und stark an; viele Menschen flüchteten aus ihrer Heimat. 1975 kam es trotz des Vertrages zur Frühjahrsoffensive des Nordens gegen den Süden; in jenem Jahr fiel Saigon im Ho-Chi-Minh-Feldzug (Ho Chi Minh Campaign); Südvietnam wurde von Nordvietnam komplett besetzt und kurz darauf annektiert.